# ام‌وی سلتیک (۱۹۰۳)
ام‌وی سلتیک (۱۹۰۳) (به انگلیسی: MV Celtic (1903)) یک کشتی است که طول آن ۹۰ فوت (۲۷٫۴۳ متر) می‌باشد. این کشتی در سال ۱۹۰۳ ساخته شد.